# 桑浦寺
桑浦寺，又译“桑古寺”，藏语称“桑浦贡巴”（威利转写：gsang phu dgon pa），位于西藏自治区拉萨市堆龙德庆县柳梧乡德阳村桑古组，是一座藏传佛教格鲁派寺院。过去是藏传佛教噶当派重要寺院之一。

## 历史
桑浦寺位于堆龙德庆县驻地东南，拉萨河南岸的内邬托地方。桑浦寺以提倡因明、辩论而闻名，是藏传佛教以及噶当派历史上的重要寺院。被誉为拉萨三大寺兴建之前的“卫藏六大学院”之一。藏传佛教的学院制、学位制、辩经制均源于该寺。西藏喇嘛一直流传着：“桑浦夏日经会，如果我没有去，那是我死了。热堆冬日经会，如果我去了，那是我疯了。”此因桑浦寺夏季环境幽美，有丰富的酸奶和食物供应，来此参加经会的僧人生活舒适；而在拉萨河北岸山沟内的热堆寺，冬季寒冷，食物很粗糙，参加经会的僧人生活艰难。
桑浦寺名称中的“桑”在藏语中意为“秘密”。传说，阿底峡曾指着如今桑浦寺的所在地对弟子俄·雷必喜饶称，此地呈八宝吉祥形，中间如右旋的海螺，上空常现金色宝轮瑞相，四周有无数圣佛样貌的神山，故此地是难得的圣地，但需缘分具足后才能建寺。 
1073年，阿底峡的弟子俄·雷必喜饶创建桑浦寺，起初称“桑浦内邬托寺”（藏语称“桑浦内邬托贡巴”，威利转写：gsang phu ne'u thog dgon pa），后来改称“桑浦寺”。该寺是佛学教理之发源地。寺内供奉许多佛像，以及雅绒两位大师（即雅楚·桑结贝、绒敦·玛威僧格）的茅篷、穿着黑皮铠甲的护法神、恰巴大译师（本名却吉僧格，曾任桑浦寺第六任座主）的灵骨塔。
俄·雷必喜饶是11世纪的人（生卒年份不详），当时称为“大俄译师”。他自幼随鲁梅十人中的征·益西云丹出家，后来赴康区向赛尊学法。1045年，他和枯敦·尊追雍仲等人返回前藏，在拉萨附近地方兴建扎纳寺。阿底峡来到前藏后，他拜阿底峡为师，后来他在1073年创建桑浦寺。他和仲敦巴是兄弟，很敬重仲敦巴，曾多次赴热振寺向仲敦巴求教。他翻译并修订了多部有关因明的书籍，故获得“译师”称号。
俄·雷必喜饶圆寂后，其侄子俄·罗丹喜饶（1059年－1109年，当时称为“小俄译师”）继任桑浦寺堪布。18岁时，他和热译师、年译师共同赴阿里参加孜德举行的“火龙年法会”，会后获得孜德之子旺秋德的资助，赴克什米尔留学17年。大约35岁时（1093年），他返回西藏。回藏之后，他曾短期赴尼泊尔学密法。他翻译了许多佛经，成为知名的译师。他在拉萨、桑耶寺等地说法，有弟子两万三千余人。他在佛学上的成就超过其叔父大俄译师。他在西藏各地讲“慈氏五论”以及自续中观派的论典，他的见解大致沿袭了寂护师徒的理论。他翻译法称的因明学论典，在西藏开创“新因明学”。日后，还出现他的转世系统，成为昌都地区的格鲁派活佛。俄·罗丹喜饶的弟子中，卓隆巴很有名。卓隆巴原名为“罗追迥乃”，曾经注疏很多显密经论，并且依据阿底峡的《菩提道炬论》著成《道次弟广论》与《教次第广论》，阐述噶当派教义。后来，宗喀巴据此著成《菩提道次第广论》。
恰巴·却吉僧格（1109年－1169年）任桑浦寺堪布时，善讲因明。他写有许多因明方面的著作。据传，西藏佛教各派的寺院僧众通过辩论学经，便是由他开创。桑浦寺鼎盛时期，西藏佛教各派有不少僧人来此学习，在显教方面对西藏佛教各派均发生一定影响，尤其是因明方面，称 “桑浦寺夏学”。大、小俄译师翻译了许多因明著作，并讲解，藏族史上称之为“新因明”（相对玛·雷必喜饶，即洛穷所传播的“旧因明”而称）。经恰巴·却吉僧格及其众位弟子宣传，直到15世纪，桑浦寺一直为西藏讲因明的重要寺院。除此之外，般若（以《现观庄严论》及注疏为主）、中观（以《入中论》及注疏为主）等学也大多由桑浦寺传播。
恰巴·却吉僧格之后，桑浦寺分成了上、下两院。萨迦派掌权时期，曾将桑浦寺的几个扎仓划归萨迦派管辖。15世纪，格鲁派兴起后，桑浦寺随其他噶当派寺院先后改奉格鲁派，成为格鲁派寺院。
桑浦寺夏学一般在藏历每年3月30日至5月15日举行。鼎盛时期，在此学经的僧人约两万。许多信众在寺内捡小毛球回家制熏香，这些小毛球是羊毛袈裟与其他服装相互摩擦而结成。
21世纪初，桑浦寺为萨迦派与格鲁派共存的寺院，但僧人仅余四人。

## 建筑
从德阳村村委会出发，沿着一条山沟向里走，桑浦寺便位于山沟尽头。21世纪初，桑浦寺现存建筑有上、下两座殿，主殿供佛，下殿是僧人的住所。主殿后面，还有七座殿堂的废墟。桑浦寺原来有11座大分寺及其下属的百余座小分寺。如今，遗址对面仍有许多小型建筑遗址，据说是过去来桑浦寺学习者自建的居所。
21世纪初，桑浦寺的院子里有一块牌匾，上写“巴旦桑普寺”。寺院建筑正在维修。